# Rudolph, the Red-Nosed Reindeer (film 1964)
Rudolph, the Red-Nosed Reindeer – amerykański telewizyjny film animowany produkcji Rankin/Bass z 1964 roku na podst. postaci Rudolfa Czerwononosego.

## Fabuła
Na Biegunie Północnym bałwan Sam opowiada o tym, jak nieomal Święta Bożego Narodzenia zostały odwołane. Jednemu z reniferów Świętego Mikołaja – Profesorkowi rodzi się syn, któremu nadane zostaje imię Rudolf. Rodzi się on z czerwonym i świecącym nosem, co może uniemożliwić mu zostanie członkiem zaprzęgu Świętego Mikołaja. Zakłopotany Profesorek zakrywa nos Rudolfa sztucznym i przez rok to się mu udaje. Podczas treningów młodych reniferów pod okiem Kometka Rudolf ujawnia swój nos stając się pośmiewiskiem i przynosząc wstyd Profesorkowi. Jedynie młodej łani Klarysie nie przeszkadza nos Rudolfa.
Innym wyrzutkiem na Biegunie Północzny jest elf Hermey, który zamiast jak inne elfy pracować przy montażu zabawek marzy o zostaniu dentystą. Hermey decyduje opuścić miasteczko Mikołaja i otworzyć zakład dentystyczny. Napotyka na swej drodze Rudolfa, który też zamierza odejść i uniezależnić od innych. Podczas wędrówki spotykają geologa Yukona Korneliusza poszukującego złota i srebra. Całą trójkę ściga przerażający Yeti z gatunku Bumble, przed którym udaje się uciec na krze ku oceanowi.
Tymczasem Profesorek mając wyrzuty sumienia z powodu traktowania syna, wyrusza na jego poszukiwania. Bez jego wiedzy jego żona i Klarysa decydują się na to samo. Rudolf, Hermey i Korneliusz docierają na Wyspę Osobliwych Zabawek, gdzie znajdują wszystkie wadliwe i niechciane zabawki. Król wyspy, skrzydlaty lew pozwala im zostać i prosi o to, by jego poddani zamieszkali u Świętego Mikołaja. Rudolf obawiając, że w drodze powrotnej jego nos przyciągnie uwagę Bumble’a i narazi na niebezpieczeństwo jego towarzyszy, opuszcza ich i sam wraca.
Rudolf już jako młody byk dociera do domu, gdzie odkrywa iż jego rodzice i Klarysa są nieobecni. Zostali porwani przez Bumble’a i Rudolf z nim toczy walkę do momentu pojawienia się Hermey’ego i Korneliusza. Dzięki ich pomocy Bumble zostaje pokonany. Wszyscy wracają do miasteczka Mikołaja i Rudolf otrzymuje przeprosiny od wszystkich za złe traktowania, aspiracje Hermey zostają zaakceptowane, a Bumble oswojony przez Korneliusza pomaga przy oprawianiu choinek.
Następnego dnia, gdy nadchodzi Gwiazdka, nadciąga niebezpieczna śnieżyca i Mikołaj zamierza odwołać rozdawanie prezentów. Widząc przez światło nosa Rudolfa wpada na pomysł, by zaprzęgnąć Rudolfa na czele zaprzęgu i oświetlić bezpieczną drogę. Od tej pory Rudolf jest stałym członkiem zaprzęgu Świętego Mikołaja.

## Obsada głosowa
- Billie Richards – Rudolf
- Paul Soles – elf Hermey
- Burl Ives – Bałwan Sam
- Larry D. Mann – Yukon Korneliusz
- Janis Orenstein – Clarice
- Paul Kligman –
  - Profesorek,
  - Kometek
- Peg Dixon –
  - matka Rudolfa,
  - Pani Mikołajowa
- Bernard Cowan –
  - Yeti Bumble,
  - ojciec Klarysy
- Stan Francis –
  - Święty Mikołaj,
  - Król Wyspy Osobliwych Zabawek
- Carl Banas –
  - Główny Elf,
  - Osobliwy słoń,
  - Osobliwe zabawki
- Alfie Scopp –
  - Pajacyk z pudełka Charlie,
  - Fireball,
  - elfy
- Corinne Conley – Dolly